# Les Cinémas de la zone
Les Cinémas de la Zone est une société de production cinématographique française. Fondée en 1991 par Gaspar Noé et sa compagne Lucile Hadzihalilovic, la société produit leurs propres films.

## Filmographie
- 1987 : Pulpe amère de Gaspar Noé (court métrage)
- 1991 : Carne de Gaspar Noé
- 1996 : La Bouche de Jean-Pierre de Lucile Hadzihalilovic
- 2002 : Intoxication de Gaspar Noé (court métrage)
- 1998 : Seul contre tous de Gaspar Noé
- 2002 : Irréversible de Gaspar Noé
- 2006 : 8 de Gaspar Noé, Jane Campion, Jan Kounen et Wim Wenders
- 2015 : Love de Gaspar Noé
- 2018 : Climax de Gaspar Noé